# Santa Anita Derby
Groupe 1
Le Santa Anita Derby est une course hippique de plat se déroulant au mois d'avril sur l'hippodrome de Santa Anita Park, à Arcadia (Californie) dans la banlieue de Los Angeles aux États-Unis.
Créée en 1935, c'est une course de groupe I réservée aux chevaux de 3 ans. 
Elle se court sur la distance de 1 1⁄8 miles, soit environ 1 800 mètres, piste en sable. La dotation s'élève actuellement à 1 000 000 $.

## Palmarès
| Année     | Vainqueur          | Père             | Jockey            | Entraîneur             | Propriétaire                             | Deuxième           | Troisième          | Temps   |
| --------- | ------------------ | ---------------- | ----------------- | ---------------------- | ---------------------------------------- | ------------------ | ------------------ | ------- |
| 2025      | Journalism         | Curlin           | Umberto Rispoli   | Michael McCarthy       | Bridlewood Farm, Don Alberto Stable & Co | Baeza              | Westwood           | 1'49"56 |
| 2024      | Stronghold         | Ghostzapper      | Antonio Fresu     | Philip d'Amato         | Eric M. & Sharon J. Waller               | Imagination        | E J Won The Cup    | 1'49"98 |
| 2023      | Practical Move     | Practical Joke   | Ramon Vasquez     | Tim Yatkeen            | P.-J. Amestoy Jr. & R. K. Beasley        | Mandarin Hero      | Skinner            | 1'48"69 |
| 2022      | Taiba              | Gun Runner       | Mike E. Smith     | Tim Yakteen            | Zendan Racing Stables                    | Messier            | Happy Jack         | 1'48"46 |
| 2021      | Rock Your World    | Candy Ride       | Umberto Rispoli   | John W. Sadler         | Hronis Racng LLC & D. M. Talla           | Medina Spirit      | Dream Shake        | 1'49"19 |
| 2020      | Honor A.P.         | Honor Code       | Mike E. Smith     | John Shirreffs         | C.R.K Stable LLC                         | Authentic          | Rushie             | 1'48"97 |
| 2019      | Roadster           | Quality Road     | Mike E. Smith     | Bob Baffert            | Speedway Stable LLC                      | Game Winner        | Instagrand         | 1'51"28 |
| 2018      | Justify            | Scat Daddy       | Mike E. Smith     | Bob Baffert            | China Horse Club, WinStar Farm & Co      | Bolt Doro          | Core Beliefs       | 1'49"72 |
| 2017      | Gormley            | Malibu Moon      | Victor Espinoza   | John Shirreffs         | Jerry & Ann Moss                         | Battle Of Midway   | Royal Mo           | 1'51"16 |
| 2016      | Exaggerator        | Curlin           | Kent Desormeaux   | J.Keith Desormeaux     | Big Chief Racing LLC & al.               | Mor Spirit         | Uncle Lino         | 1'49"66 |
| 2015      | Dortmund           | Big Brown        | Martin Garcia     | Bob Baffert            | Kaleem Shah                              | One Lucky Dane     | Bolo4              | 1'48"73 |
| 2014      | California Chrome  | Lucky Pulpit     | Victor Espinoza   | Art Sherman            | M. Perry & S. Coburn                     | Hoppertunity       | Candy Boy          | 1'47"52 |
| 2013      | Goldencents        | Into Mischief    | Kevin Krigger     | Doug O'Neill           | W. C. Racing, D. Kenney, RAP Racing      | Flashback          | Super Ninety Nine  | 1'48"78 |
| 2012      | I'll Have Another  | Flower Alley     | Mario Gutierrez   | Doug O'Neill           | J. Paul Reddam                           | Creative Cause     | Blueskiesnrainbows | 1'47"88 |
| 2011      | Midnight Interlude | War Chant        | Victor Espinoza   | Bob Baffert            | Arnold Zetcher                           | Comma To The Top   | Mr Commons         | 1'48"56 |
| 2010      | Sidney's Candy     | Candy Ride       | Joe Talamo        | John W. Sadler         | Sid & Jenny Craig                        | Setsuko            | Lookin' At Lucky   | 1'48"00 |
| 2009      | Pioneerof the Nile | Empire Maker     | Garrett Gomez     | Bob Baffert            | Zayat Stables                            | Chocolate Candy    | Mr Hot Stuff       | 1'49"17 |
| 2008      | Colonel John       | Tiznow           | Corey Nakatani    | Eoin G. Harty          | WinStar Farm                             | Bob Black Jack     | Coast Guard        | 1'48"16 |
| 2007      | Tiago              | Pleasant Tap     | Mike E. Smith     | John Shirreffs         | Jerry & Ann Moss                         | King of The Roxy   | Sam P              | 1'49"51 |
| 2006      | Brother Derek      | Benchmark        | Alex Solis        | Dan Hendricks          | Cecil Peacock                            | Point Determined   | A. P. Warrior      | 1'48"00 |
| 2005      | Buzzards Bay       | Marco Bay        | Mark Guidry       | Fog City Stable        | Jeff Mullins                             | General John B     | Wilko              | 1'49"18 |
| 2004      | Castledale         | Peintre Célèbre  | Jose Valdivia Jr. | Jeff Mullins           | Frank Lyons & Greg Knee                  | Imperialism        | Rock Hard Ten      | 1'49"24 |
| 2003      | Buddy Gil          | Eastern Echo     | Gary Stevens      | Jeff Mullins           | Desperado Stables et al.                 | Indian Express     | Kafwain            | 1'49"36 |
| 2002      | Came Home          | Gone West        | Chris McCarron    | Paco J. Gonzalez       | J. Toffan/T. McCaffery & Co.             | Easy Grades        | Lusty Latin        | 1'50"02 |
| 2001      | Point Given        | Thunder Gulch    | Gary Stevens      | Bob Baffert            | The Thoroughbred Corp.                   | Crafty C T         | I Love Silver      | 1'47"77 |
| 2000      | The Deputy         | Petardia         | Chris McCarron    | Jenine Sahadi          | Team Valor & Gary Barber                 | War Chant          | Captain Steve      | 1'49"08 |
| 1999      | General Challenge  | General Meeting  | Gary Stevens      | Bob Baffert            | Golden Eagle Farm                        | Prime Timber       | Desert Hero        | 1'48"92 |
| 1998      | Indian Charlie     | In Excess        | Gary Stevens      | Bob Baffert            | Hal Earnhardt/John R. Gaines             | Real Quiet         | Artax              | 1'47"00 |
| 1997      | Free House         | Smokester        | Kent Desormeaux   | J. Paco Gonzalez       | J. Toffan & T. McCaffery                 | Silver Charm       | Hello              | 1'47"60 |
| 1996      | Cavonnier          | Batonnier        | Chris McCarron    | Bob Baffert            | Walter Family Trust                      | Honour And Glory   | Corker             | 1'48"91 |
| 1995      | Larry the Legend   | Local Talent     | Gary Stevens      | Craig A. Lewis         | Craig A. Lewis                           | Afternoon Deelites | Jumron             | 1'47"99 |
| 1994      | Brocco             | Kris S.          | Gary Stevens      | Randy Winick           | Albert R. Broccoli                       | Tabasco Cat        | Strodes Creek      | 1'48"00 |
| 1993      | Personal Hope      | Storm Bird       | Gary Stevens      | Mark A. Hennig         | Lee & Debi Lewis                         | Union City         | Eliza              | 1'49"03 |
| 1992      | A.P. Indy          | Seattle Slew     | Ed Delahoussaye   | Neil D. Drysdale       | Tomonori Tsurumaki                       | Bertrando          | Casual Lies        | 1'49"25 |
| 1991      | Dinard             | Strawberry Road  | Chris McCarron    | Richard J. Lundy       | Allen E. Paulson                         | Best Pal           | Sea Cadet          | 1'48"00 |
| 1990      | Mister Frisky      | Marsayas         | Gary Stevens      | Laz Barrera            | Solymar Stable                           | Video Ranger       | Warcraft           | 1'49"00 |
| 1989      | Sunday Silence     | Halo             | Pat Valenzuela    | Charles E. Whittingham | H-G-W Partners                           | Flying Continental | Music Merci        | 1'47"60 |
| 1988      | Winning Colors*    | Caro             | Gary Stevens      | D. Wayne Lukas         | Eugene V. Klein                          | Lively One         | Mi Preferido       | 1'47"80 |
| 1987      | Temperate Sil      | Temperence Hill  | Bill Shoemaker    | Charlie Whittingham    | Frankfurt Stables/Whittingham            | Masterful Advocate | Something Lucky    | 1'49"00 |
| 1986      | Snow Chief         | Reflected Glory  | Alex Solis        | Melvin F. Stute        | Grinstead & Rochelle                     | Icy Groom          | Ferdinand          | 1'48"60 |
| 1985      | Skywalker          | Relaunch         | Laffit Pincay Jr. | Michael Whittingham    | Oak Cliff Stable                         | Fast Account       | Nostalgias Star    | 1'48"40 |
| 1984      | Mighty Adversary   | Mr Redoy         | Ed Delahoussaye   | Tommy Doyle            | M/M Felty J. Yoder                       | Precisionist       | Prince True        | 1'49"00 |
| 1983      | Marfa              | Foolish Pleasure | Jorge Velasquez   | D. Wayne Lukas         | French, Beal & Lukas                     | My Habitony        | Naevus             | 1'49"40 |
| 1982      | Muttering          | Drone            | Laffit Pincay Jr. | D. Wayne Lukas         | Tartan Stable                            | Prince Spellbound  | Journey At Sea     | 1'47"60 |
| 1981      | Splendid Spruce    | Big Spruce       | Darrel McHargue   | Chay R. Knight         | Surf and Turf Stable                     | Johnlee N Harold   | Hoedowns Day       | 1'49"00 |
| 1980      | Codex              | Arts And Letters | Pat Valenzuela    | D. Wayne Lukas         | Tartan Stable                            | Rumbo              | Bics Gold          | 1'47"60 |
| 1979      | Flying Paster      | Gummo            | Donald Pierce     | Gordon C. Campbell     | Bernard J. Ridder                        | Beaus Eagle        | Switch Partners    | 1'48"00 |
| 1978      | Affirmed           | Exclusive Native | Laffit Pincay Jr. | Laz Barrera            | Harbor View Farm                         | Balzac             | Think Snow         | 1'48"00 |
| 1977      | Habitony           | Habitat          | Bill Shoemaker    | Tommy Doyle            | Anthony W. Pejsa                         | For The Moment     | Steves Friend      | 1'48"20 |
| 1976      | An Act             | Pretense         | Laffit Pincay Jr. | Ron McAnally           | Katz, Brun & Roberts, et al.             | Double Discount    | Lifes Hope         | 1'48"00 |
| 1975      | Avatar             | Graustark        | Jorge Tejeira     | Tommy Doyle            | Arthur A. Seeligson Jr.                  | Rock of Ages       | Diabolo            | 1'47"60 |
| 1974      | Destroyer          | Vitriolic        | Ismael Valenzuela | Monti C. Sims          | Kenneth Opstein                          | Aloha Mood         | Agitate            | 1'48"80 |
| 1973      | Sham               | Pretense         | Laffit Pincay Jr. | Frank "Pancho" Martin  | Sigmund Sommer                           | Lindas Chief       | Out of The East    | 1'47"00 |
| 1972      | Solar Salute       | Windsor Ruler    | Laffit Pincay Jr. | Louis Glauburg         | John J. Elmore                           | Quack              | Royal Owl          | 1'47"60 |
| 1971      | Jim French         | Graustark        | Angel Cordero Jr. | John P. Campo          | Frank Caldwell                           | Unconscious        | Vegas Vic          | 1'48"20 |
| 1970      | Terlago            | Terrang          | Bill Shoemaker    | Jerry M. Fanning       | Samuel J. Agnew                          | George Lewis       | Aggressively       | 1'48"40 |
| 1969      | Majestic Prince    | Raise a Native   | Bill Hartack      | Johnny Longden         | Frank M. McMahon                         | Mr Joe F           | Lonnys Secret      | 1'49"20 |
| 1968      | Alley Fighter      | Rough'n Tumble   | Laffit Pincay Jr. | James W. Maloney       | Cragwood Stables                         | Don B              | Dewan              | 1'49"00 |
| 1967      | Ruken              | Nashville        | Fernando Alvarez  | Clyde Turk             | Louis R. Rowan                           | Tumble Wind        | Sand Devil         | 1'49"80 |
| 1966      | Boldnesian         | Bold Ruler       | Walter Blum       | James W. Maloney       | William Haggin Perry                     | Saber Mountain     | Exhibitionist      | 1'48"40 |
| 1965      | Lucky Debonair     | Vertex           | Bill Shoemaker    | Frank Catrone          | Ada L. Rice                              | Jacinto            | Chargers Kin       | 1'47"00 |
| 1964      | Hill Rise          | Hillary          | Donald Pierce     | William B. Finnegan    | El Peco Ranch                            | Knightly Manner    | Wil Rad            | 1'47"40 |
| 1963      | Candy Spots        | Nigromante       | Bill Shoemaker    | Mesh Tenney            | Rex C. Ellsworth                         | Sky Gem            | Round Rock         | 1'50"20 |
| 1962      | Royal Attack       | Royal Charger    | Edward Burns      | William J. Hirsch      | Neil S. McCarthy                         | Admiral's Voyage   | Sir Ribot          | 1'49"60 |
| 1961      | Four-and-Twenty    | Blue Prince      | Johnny Longden    | Vance Longden          | Alberta Ranches, Ltd.                    | Ronnies Ace        | Flutterby          | 1'48"00 |
| 1960      | Tompion            | Tom Fool         | Bill Shoemaker    | Robert L. Wheeler      | Cornelius Vanderbilt Whitney             | John William       | Eagle Admiral      | 1'47"80 |
| 1959      | Silver Spoon*      | Citation         | Raymond York      | Robert L. Wheeler      | Cornelius Vanderbilt Whitney             | Royal Orbit        | Fightin Indian     | 1'49"00 |
| 1958      | Silky Sullivan     | Sullivan         | Bill Shoemaker    | Reggie Cornell         | Tom Ross & Phil Klipstein                | Harcall            | Aliwar             | 1'49"40 |
| 1957      | Sir William        | Rover            | Henry E. Moreno   | Cecil Jolly            | Louella & Herbert Armstrong              | Swirling Abbey     | Round Table        | 1'54"20 |
| 1956      | Terrang            | Khaled           | Bill Shoemaker    | Mesh Tenney            | Rex C. Ellsworth                         | Social Climber     | More Glory         | 1'51"00 |
| 1955      | Swaps              | Khaled           | Johnny Longden    | Mesh Tenney            | Rex C. Ellsworth                         | Jeans Joe          | Blue Ruler         | 1'50"00 |
| 1954      | Determine          | Alibhai          | Raymond York      | William Molter         | Andrew J. Crevolin                       | Dukes Lea          | Travertine         | 1'59"00 |
| 1953      | Chanlea            | Bull Lea         | Eddie Arcaro      | Horace A. Jones        | Calumet Farm                             | Merryman           | Correspondent      | 1'49"80 |
| 1952      | Hill Gail          | Bull Lea         | Ted Atkinson      | Horace A. Jones        | Calumet Farm                             | Windy City         | Arroz              | 1'50"00 |
| 1951      | Rough'n Tumble     | Free For All     | Eddie Arcaro      | Melvin Calvert         | Frances Genter                           | Interpretation     | Aegean             | 1'50"40 |
| 1950      | Your Host          | Alibhai          | Johnny Longden    | Harry L. Daniels       | William Goetz                            | Sturdy One         | Great Circle       | 1'48"80 |
| 1949      | Old Rockport       | Carrier Pigeon   | Gordon Glisson    | Phil Reilly            | Clifford Mooers                          | Olympia            | Admiral Lea        | 1'50"20 |
| 1948      | Salmagundi         | Hash             | Johnny Longden    | William M. Booth       | William G. Helis                         | Call Bell          | Drumbeat           | 1'51"20 |
| 1947      | On Trust           | Alibhai          | Johnny Longden    | William Molter         | E. O. Stice & Sons                       | W L Sickle         | Tropical Sea       | 2'03"20 |
| 1946      | Knockdown          | Discovery        | Robert Permane    | James W. Smith         | Maine Chance Farm                        | Star Pilot         | Honeymoon          | 1'50"60 |
| 1945      | Bymeabond          | Bimelech         | George Woolfe     | Wayne B. Stucki        | J. Kel Houssels                          | Busher             | Best Effort        | 1'50"00 |
| 1942-1944 | pas d'éditions     |                  |                   |                        |                                          |                    |                    |         |
| 1941      | Porter's Cap       | The Porter       | Leon Haas         | Tom Smith              | Charles S. Howard                        | Bull Reigh         | Copperman          | 1'54"40 |
| 1940      | Sweepida           | Sweepster        | Ralph Neves       | L. Roy Staples         | H. C. "Dutch" Hill                       | Royal Crusader     | Weigh Anchor       | 1'51"60 |
| 1939      | Ciencia*           | Cohort           | Carroll Bierman   | William J. Hirsch      | King Ranch                               | Xalapa Clown       | Impound            | 1'50"60 |
| 1938      | Stagehand          | Sickle           | Jack Westrope     | Earl Sande             | Maxwell Howard                           | Dauber             | Sun Egret          | 1'59"80 |
| 1937      | Fairy Hill         | Messenger        | Maurice Peters    | Richard E. Handlen     | William du Pont Jr.                      | Military           | Ptolemy            | 1'45"80 |
| 1936      | He Did             | Victorian        | Wayne D. Wright   | J. Thomas Taylor       | Mrs. Silas B. Mason                      | Valiant Fox        | Gold Seeker        | 1'49"40 |
| 1935      | Gillie             | Victorian        | Silvio Coucci     | William Brennan        | Greentree Stable                         | Whiskolo           | Demonstration      | 1'44"60 |

*Femelles